# آلتزی
آلْتْزی (Alzey) شهری است در ایالت راینلاند-فالتز آلمان.

## نگارخانه

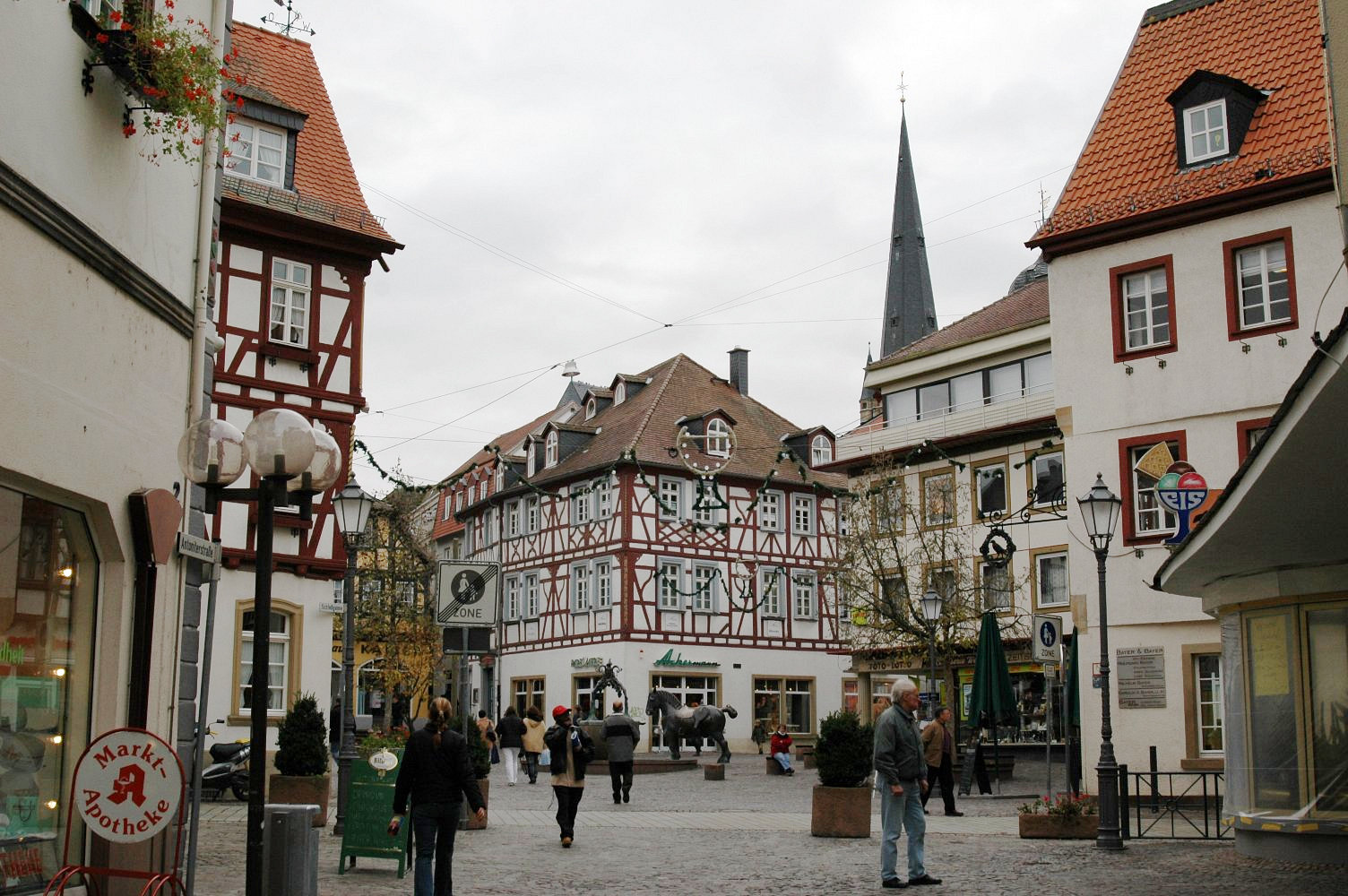
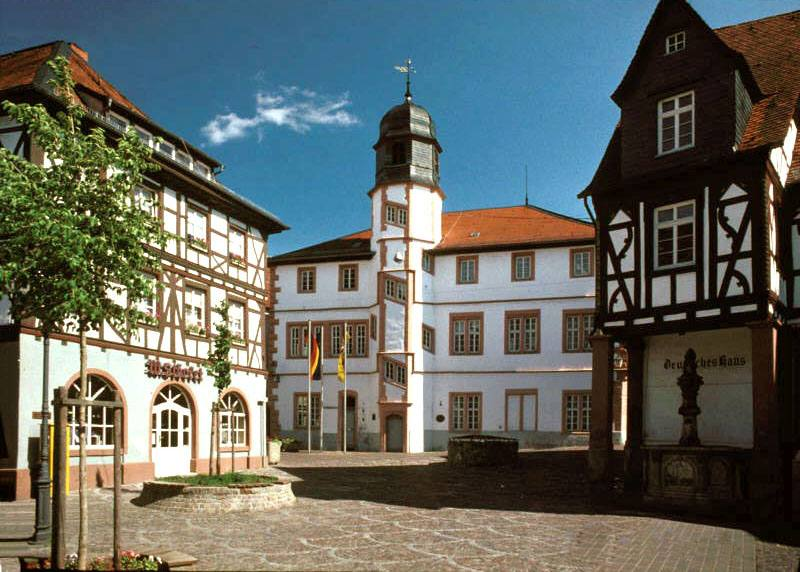
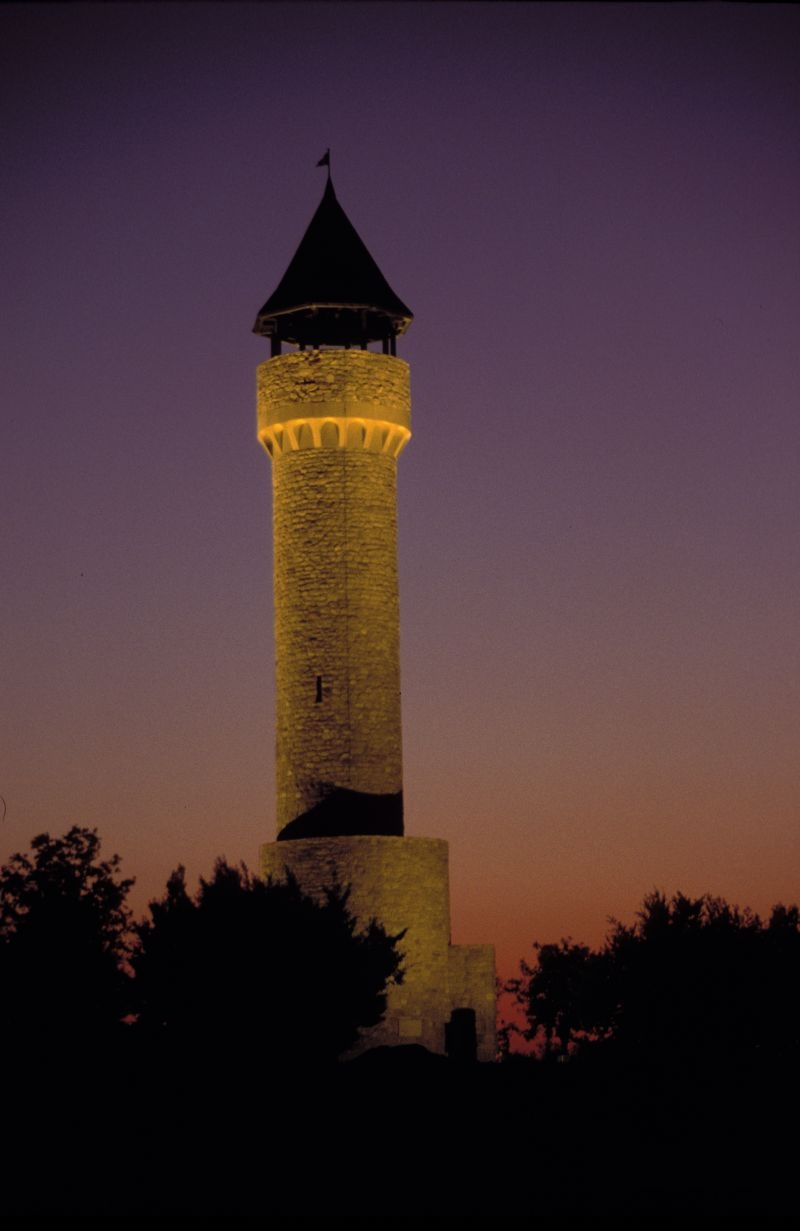
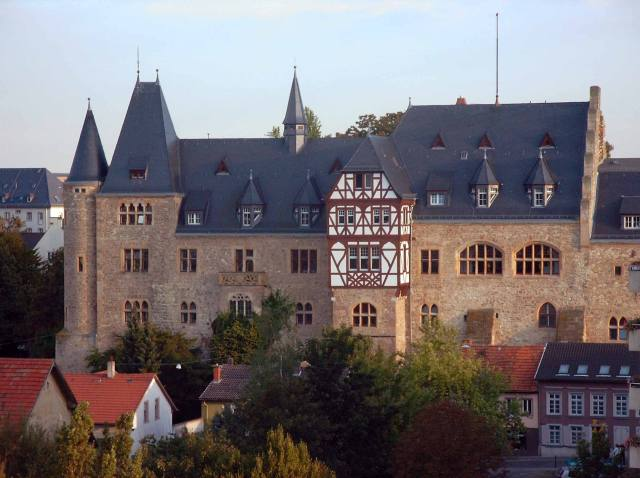
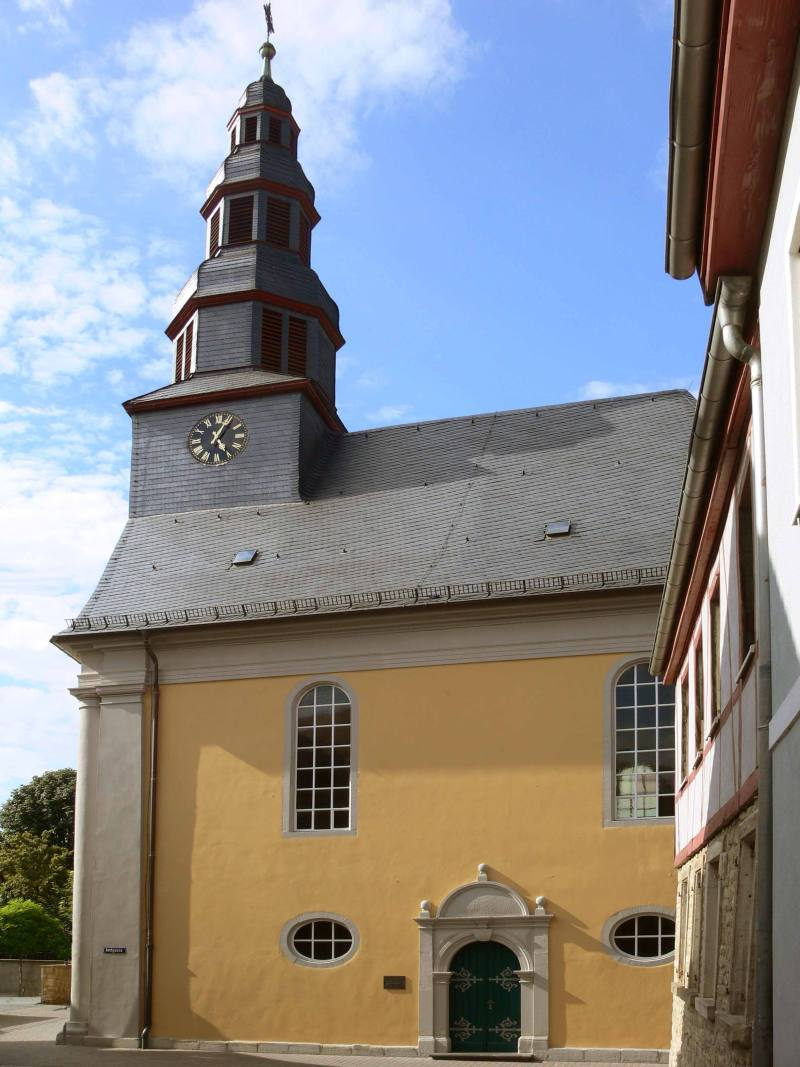